# Agnieszka Buczyńska

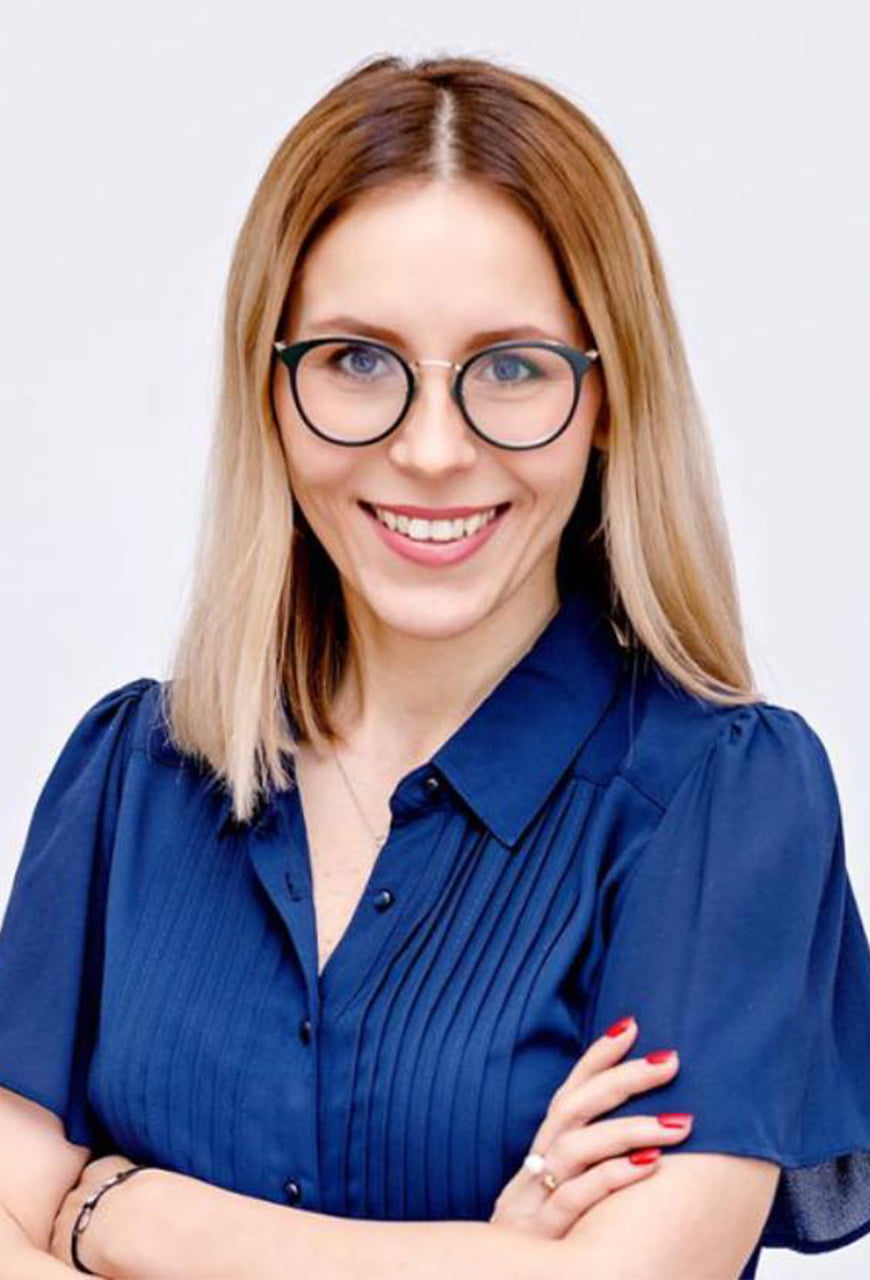
Agnieszka Buczyńska (2022)

Agnieszka Buczyńska geb. Chmielewska (geboren 22. September 1986 in Tczew) ist eine polnische Soziologin, Politikerin und Aktivistin der Zivilgesellschaft. Sie ist Generalsekretärin der Partei Polska 2050 Szymona Hołowni (Polen 2050 von Szymon Hołownia) und war vom 13. Dezember 2023 bis 16. Oktober 2024 Ministerin für die Zivilgesellschaft im Kabinett Tusk III.

## Beruflicher Werdegang
Buczyńska erwarb 2009 einen Bachelor-Abschluss in Politikwissenschaft an der Universität Danzig und 2012 einen Master-Abschluss in Soziologie am Collegium Civitas in Warschau. Im Jahr 2021 schloss sie außerdem ein Studium an der Gdansk School of Banking mit dem Master of Business Administration ab.
Beruflich war Buczyńska in Nichtregierungsorganisationen tätig. Von 2008 bis 2014 war sie Vizepräsidentin, von 2015 bis 2019 Präsidentin des Regionalen Freiwilligenzentrums in Danzig. Sie war auch Mitglied in den Danziger Räten für Senioren, für Gemeinnützigkeit und für Nichtregierungsorganisationen. 2021 wurde sie Mitglied des Rates für die Entwicklung des Ehrenamts.
Buczyńska war Autorin und Initiatorin der Bewerbung von Danzig um den Titel "Europäische Freiwilligenhauptstadt", den die Stadt 2022 erhielt.

## Politisches Engagement
Buczyńska war Gründungsmitglied des Vereins Polen 2050 und Mitglied im Wahlausschuss von Szymon Hołownia für das Amt des polnischen Präsidenten. Seit 2022 ist sie Mitglied im Parteivorstand von Polen 2050 von Szymon Hołownia und dessen zweite stellvertretende Vorsitzende sowie Generalsekretärin der Partei.
Bei den Wahlen 2023 wurde Buczyńska im Wahlkreis Danzig für die 10. Wahlperiode zum Mitglied des Sejm gewählt. Als Abgeordnete ist sie Mitglied im Ausschuss für Grundsatzfragen und stellvertretende Vorsitzende des Ausschusses für die Angelegenheiten der Europäischen Union. Am 13. Dezember 2023 wurde sie vom Sejm zur Ministerin für die Zivilgesellschaft gewählt. Von diesem Amt trat sie aus gesundheitlichen Gründen im Oktober 2024 zurück. Ihre Nachfolge übernahm Adriana Porowska.

## Politische Positionen
Buczyńska will Nichtregierungsorganisationen stärken und sich für eine Vereinfachung der für diese geltenden Verfahren zur Beantragung und Abrechnung von Zuschüssen einsetzen. Einen weiteren Schwerpunkt ihrer Arbeit sieht sie in der Seniorenpolitik. Sie strebt eine Umgestaltung des gesellschaftlichen Lebens in Bereichen wie Gesundheit, öffentlicher Raum und Sozialpolitik an, um dem demografischen Wandel in der polnischen Gesellschaft Rechnung zu tragen.

## Privates
Buczyńska ist verheiratet und Mutter zweier Kinder.